# ヒュンダイ・フォードコーティナ
ヒュンダイ・フォードコーティナ（韓国語：현대 포드 코티나）は、韓国の現代自動車（현대자동차）が1968年から1983年まで製造したノックダウン車である。

## 概要

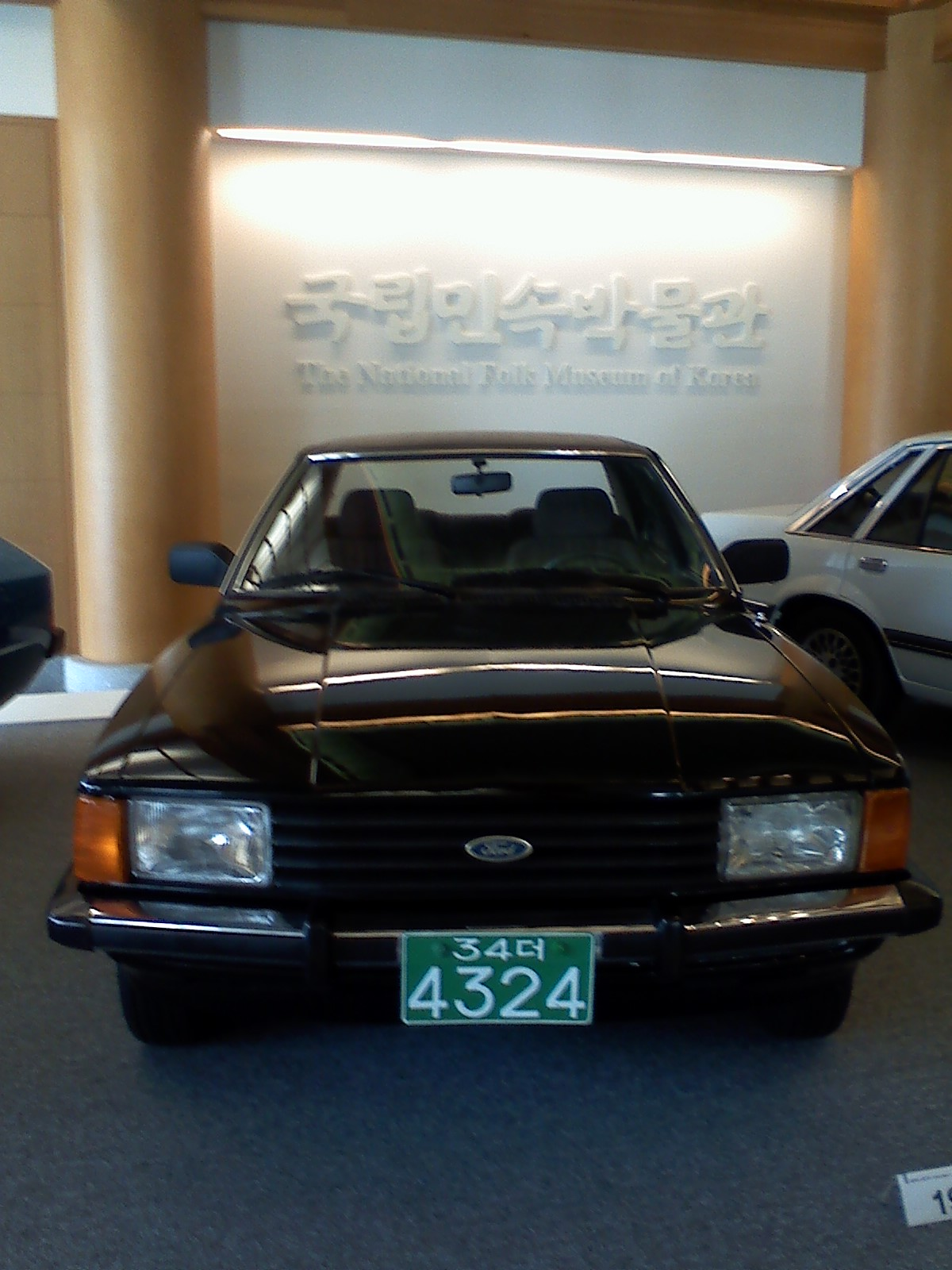
ヒュンダイ・コーティナ マークV

1967年12月下旬、現代建設は韓国政府に製造許可を受け、現代自動車を創立。1968年2月にフォード・モーター（英国法人）の契約を得て、同年の11月1日にフォード・コーティナの販売を開始。発売当初、韓国では、新進自動車（現GM大宇）がノックダウン生産していたコロナに比べ、室内空間が広く取られており、エンジンも排気量やパワー、トルクもコロナと比べると上を行くものとなっており、好評を持って迎えられた。
1969年9月に発生した大洪水が原因となり、工場が部品もろとも浸水。それにより、組みあがった車両は、発売当初から電装系統を中心とした部分の頻繁な故障が発生、1970年にはユーザーによる返品騒動が発生した。これを受けイギリスフォード社は調査団を派遣。その結果、走らせ続けてゆくうちに、こうした故障は少なくなってゆく、ということが判明した。
しかし、この騒動がきっかけとなり、韓国内では、「コーティナは押す車」という評判が立ち、販売にも深刻な影響が出た。現代自動車は、1971年にニューコーティナを発表する運びとなる。
その後1977年にニューコーティナの後継車種としてコーティナ・マークIVが登場し、1980年には最終モデルのコーティナ・マークVにモデルチェンジした。1980年12月までに1万4千台余りが生産された。コーティナシリーズは新車種のステラが登場する1983年5月まで生産が続けられた。

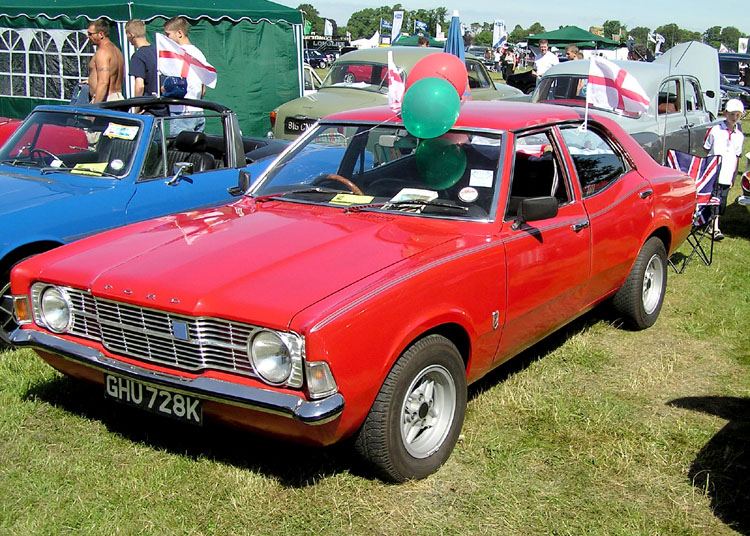
現代自動車がノックダウン生産していたフォード・コーティナ（英国製同型車）
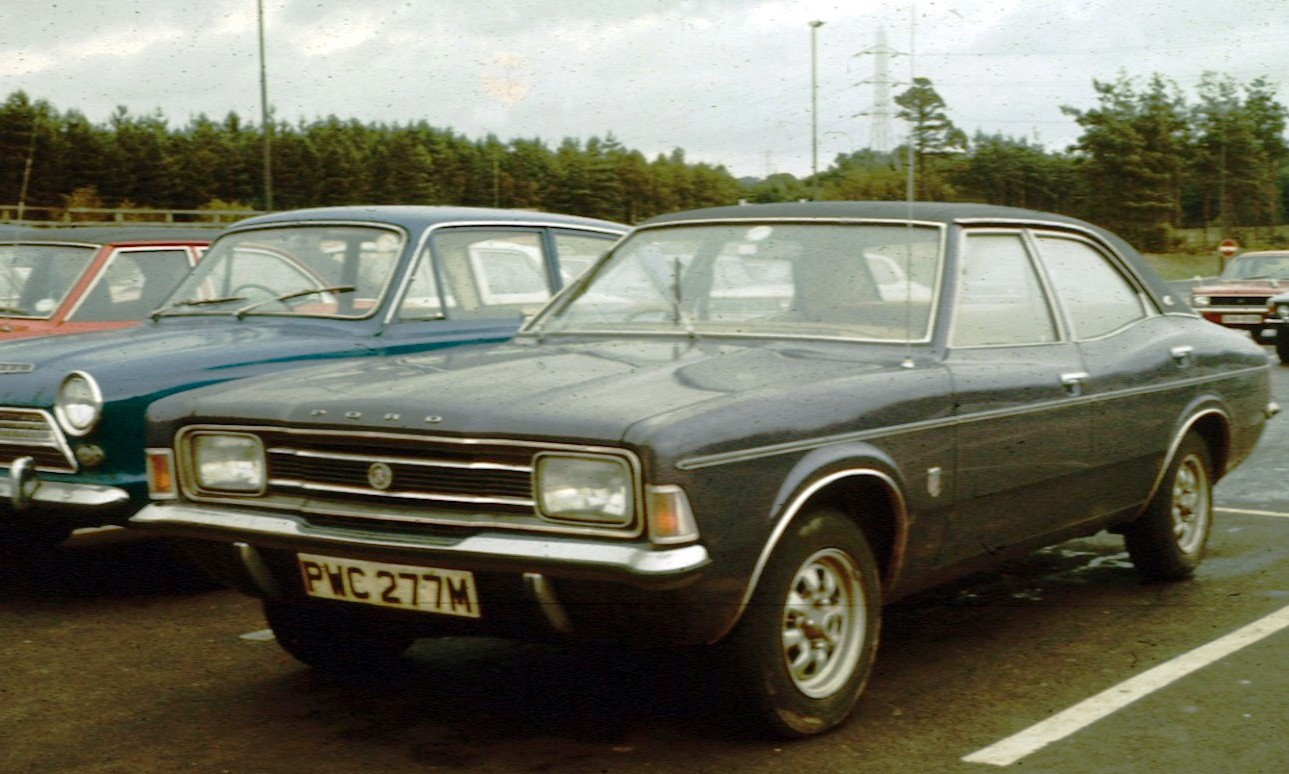
ニュー・コーティナ（英国製同型車）